# Szekernyés Kurkó Irén
Szekernyés Kurkó Irén (írói névváltozatai: Kurkó Irén, Szekernyés Irén; Csíkdelne, 1941. október 14. –) erdélyi magyar újságíró, szerkesztő, Szekernyés János felesége.

## Életútja
Csíkszeredában érettségizett, Kolozsváron a BBTE-en szerzett magyar nyelv- és irodalom szakos tanári diplomát. 1970-től Temesváron középiskolai tanár. 2006-tól a temesvári Csiky Gergely Állami Magyar Színház irodalmi titkára. 2003-tól a Solness Kiadónál megjelent több magyar kötet szerkesztője.
Népballadákat és magyar klasszikusok (Csokonai Vitéz Mihály, Kisfaludy Károly, Csiky Gergely, Németh László, Illyés Gyula) színműveit alkalmazta diákszínpadra és adta elő diákszínjátszókkal. A Tanügyi Újságban, Szabad Szóban, majd az Új Szóban és a Heti Új Szóban közölt pedagógiai és művelődési tárgyú írásokat. 1990–2005 között a temesvári rádió magyar nyelvű adásában nyelvművelő rovata volt. 1999–2006 között a Nyugati Jelen temesvári szerkesztőségében dolgozott, s utána is munkatársa maradt a lap művelődési rovatának. Színházi, képzőművészeti kritikákat, művelődési riportokat, helytörténeti írásokat közöl.
Szerkesztette A Temesvári Csiky Gergely Állami Magyar Színház 1953–2008 c. emlékalbumot (Temesvár 2008).

## Társasági tagság
- Erdélyi Múzeum-Egyesület (EME)
- Berzsenyi Társaság (Kaposvár)
- Anyanyelvápolók Szövetsége (Budapest)
- Anyanyelvápolók Erdélyi Szövetsége (Sepsiszentgyörgy)